# Sequatchie County
Sequatchie County ist ein County im Bundesstaat Tennessee der Vereinigten Staaten. Das U.S. Census Bureau hat bei der Volkszählung 2020 eine Einwohnerzahl von 15.826 ermittelt. Der Verwaltungssitz (County Seat) ist Dunlap.

## Geographie
Das County liegt im Südosten von Tennessee, ist im Süden etwa 45 km von Alabama und Georgia entfernt und  hat eine Fläche von 689 Quadratkilometern, ohne nennenswerte  Wasserfläche. Es grenzt im Uhrzeigersinn an folgende Countys: Van Buren County, Bledsoe County, Hamilton County, Marion County, Grunby County und Warren County.
Das County ist Teil der Metropolregion Chattanooga.

## Geschichte
Das Sequatchie County wurde am 9. Dezember 1857 aus Teilen des Hamilton County gebildet. Benannt wurde es nach einem Häuptling der Cherokee, der Verträge mit den Siedlern aushandelte.

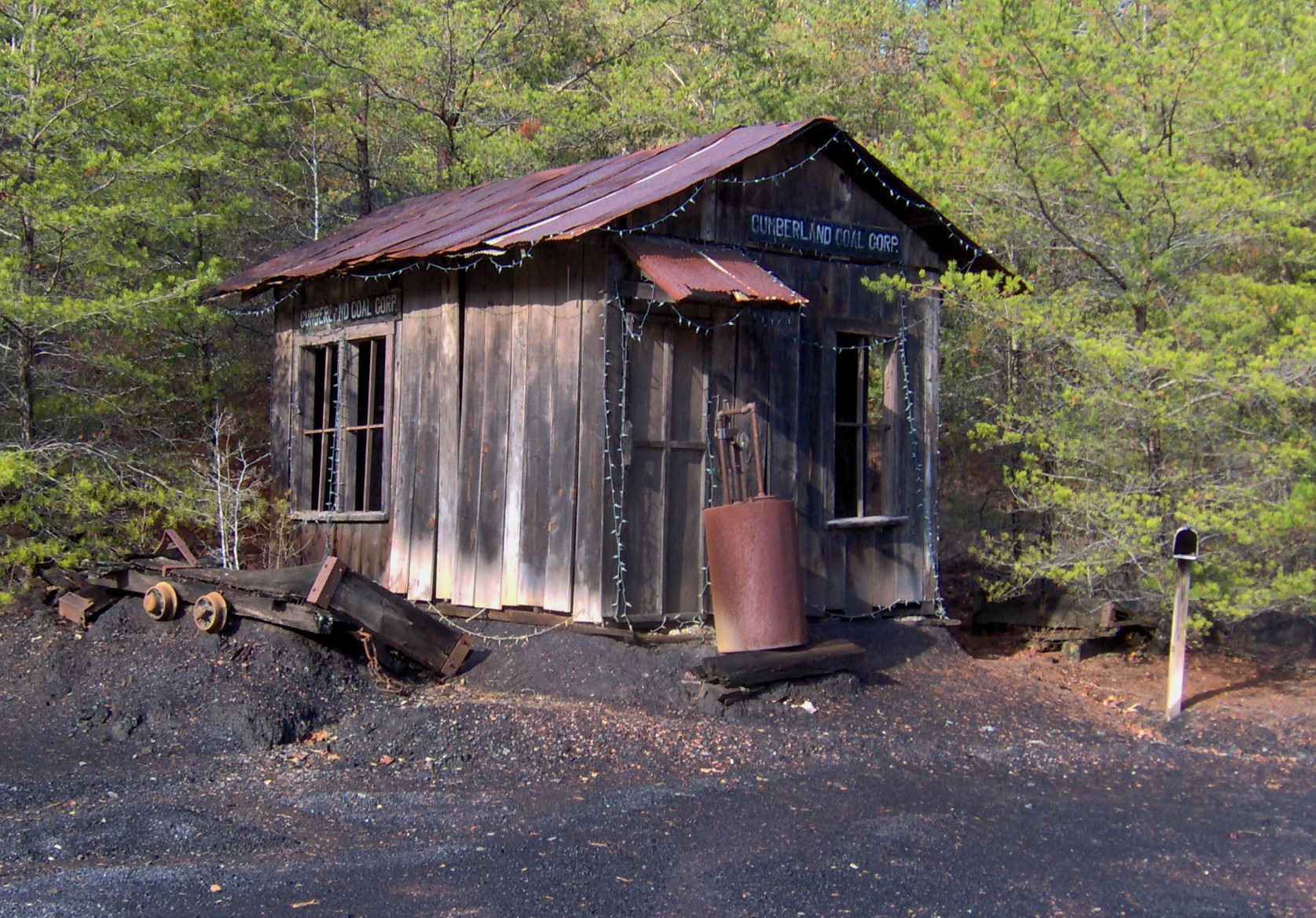
Hütte in den Dunlap Coke Ovens. Diese ehemaligen Koksöfen sind einer von fünf Einträgen des Countys im NRHP.

Fünf Bauwerke und Stätten des Countys sind im National Register of Historic Places (NRHP) eingetragen (Stand 2. September 2018).

## Demografische Daten

Alterspyramide Sequatchie County

Nach der Volkszählung im Jahr 2000 lebten im Sequatchie County 11.370 Menschen in 4.463 Haushalten und 3.311 Familien. Die Bevölkerungsdichte betrug 17 Einwohner pro Quadratkilometer. Ethnisch betrachtet setzte sich die Bevölkerung zusammen aus 98,66 Prozent Weißen, 0,19 Prozent Afroamerikanern, 0,33 Prozent amerikanischen Ureinwohnern, 0,13 Prozent Asiaten, 0,03 Prozent Bewohnern aus dem pazifischen Inselraum und 0,17 Prozent aus anderen ethnischen Gruppen; 0,48 Prozent stammten von zwei oder mehr Ethnien ab. 0,82 Prozent der Bevölkerung waren spanischer oder lateinamerikanischer Abstammung.
Von den 4.463 Haushalten hatten 33,0 Prozent Kinder und Jugendliche unter 18 Jahre, die bei ihnen lebten. 58,8 Prozent waren verheiratete, zusammenlebende Paare, 11,2 Prozent waren allein erziehende Mütter und 25,8 Prozent waren keine Familien. 22,4 Prozent waren Singlehaushalte und in 8,8 Prozent lebten Personen im Alter von 65 Jahren oder darüber. Die Durchschnittshaushaltsgröße betrug 2,52 und die durchschnittliche Haushaltsgröße betrug 2,92 Personen.
24,6 Prozent der Bevölkerung waren unter 18 Jahre alt, 8,4 Prozent zwischen 18 und 24, 30,0 Prozent zwischen 25 und 44, 24,8 Prozent zwischen 45 und 64 und 12,3 Prozent waren älter als 65. Das Durchschnittsalter betrug 37 Jahre. Auf 100 weibliche Personen kamen statistisch 98,3 männliche Personen und auf 100 Frauen im Alter von 18 Jahren und darüber kamen 95,8 Männer.
Das jährliche Durchschnittseinkommen eines Haushalts betrug 30.959 USD, das Durchschnittseinkommen der Familien betrug 36.435 USD. Männer hatten ein Durchschnittseinkommen von 27.535 USD, Frauen 20.422 USD. Das Prokopfeinkommen betrug 16.468 USD. 13,5 Prozent der Familien und 16,5 Prozent der Einwohner lebten unterhalb der Armutsgrenze.